# Centralne sile
To je članek o centralnih silah v vojaštvu, za fizikalni pojem glej centralna sila.
Centralne sile je poimenovanje za države, ki so se v prvi svetovni vojni borile proti antantnim silam.
Leta 1879 sta se v obrambno vojaško zvezo povezala Nemško cesarstvo in Avstro-Ogrska, ki se jima je leta 1882 pridružila še Kraljevina Italija, nastala je trozveza.
Z avstro-ogrsko vojno napovedjo Srbiji sta se Nemčija in Avstro-Ogrska zapletli v prvo svetovno vojno, centralnim silam pa sta se pozneje pridružili tudi Osmansko cesarstvo in Bolgarija, medtem ko je Italija leta 1915 v vojno vstopila na stran antante.